# Їжина Їраскова
Їжина Їраскова (чеськ. Jiřina Jirásková; 17 лютого 1931, Прага, Чехословаччина — 7 січня 2013, Прага, Чехія) — чеська акторка, громадська й політична діячка. Від 2002 до 2011 року очолювала чеський філіал міжнародної організації допомоги дітям ЮНІСЕФ.

## Кар'єра
Їжина Їраскова народилася в Празі в родині поштового клерка і театральної актриси. Навчалася в Празькій консерваторії, однак пізніше перевелася до Академії музичних мистецтв, яку закінчила в 1950 році. Після закінчення навчання рік пропрацювала в регіональному театрі в Градець-Кралове, а в 1951 році у віці 20 років дебютувала на сцені театру на Виноградах, в якому провела майже 60 років, а з 1990 по 2000 роки навіть займала посаду його директорки.
У 50-х роках XX століття Їжина Їраскова з'явилася на телеекранах — вона взяла участь у зйомках першого чехословацького серіалу «Родина Благових» (чеськ. Rodina Bláhova). Першим повнометражним фільмом за участю актриси стала картина «Аварія», що вийшла в 1960 році (чеськ. Smyk) режисера Збінека Бриніха. У тому ж році вона з'явилася також в таких фільмах, як «Кожен гріш гарний» (чеськ. Kazdá koruna dobrá й «Погляд в очі» (чеськ. Pohled do očí), а також розпочала співпрацю з комедійним режисером Зденеком Подскальським.
В період чехословацької «нормалізації» Їжині Їрасковій довелося перервати свою акторську діяльність через заборону владою країни, пов'язаного, за її власними словами, з незгодою з реформами 1960-х років. Після повернення на екрані на початку 80-х років вона знялася ще у цілоому ряді кінокартин, найбільш відомою з яких стали «Сестрички» (чеськ. Sestricky), що вийшла на екрани в 1983 році.
З 2002 по 2011 роки актриса обіймала посаду голови чеського комітету ЮНІСЕФ.

## Особисте життя
Їжина Їраскова протягом двох років була одружена з актором Їржі Плескотом. Пізніше протягом 27 років жила з режисером Зденеком Подскальським. Дітей немає.

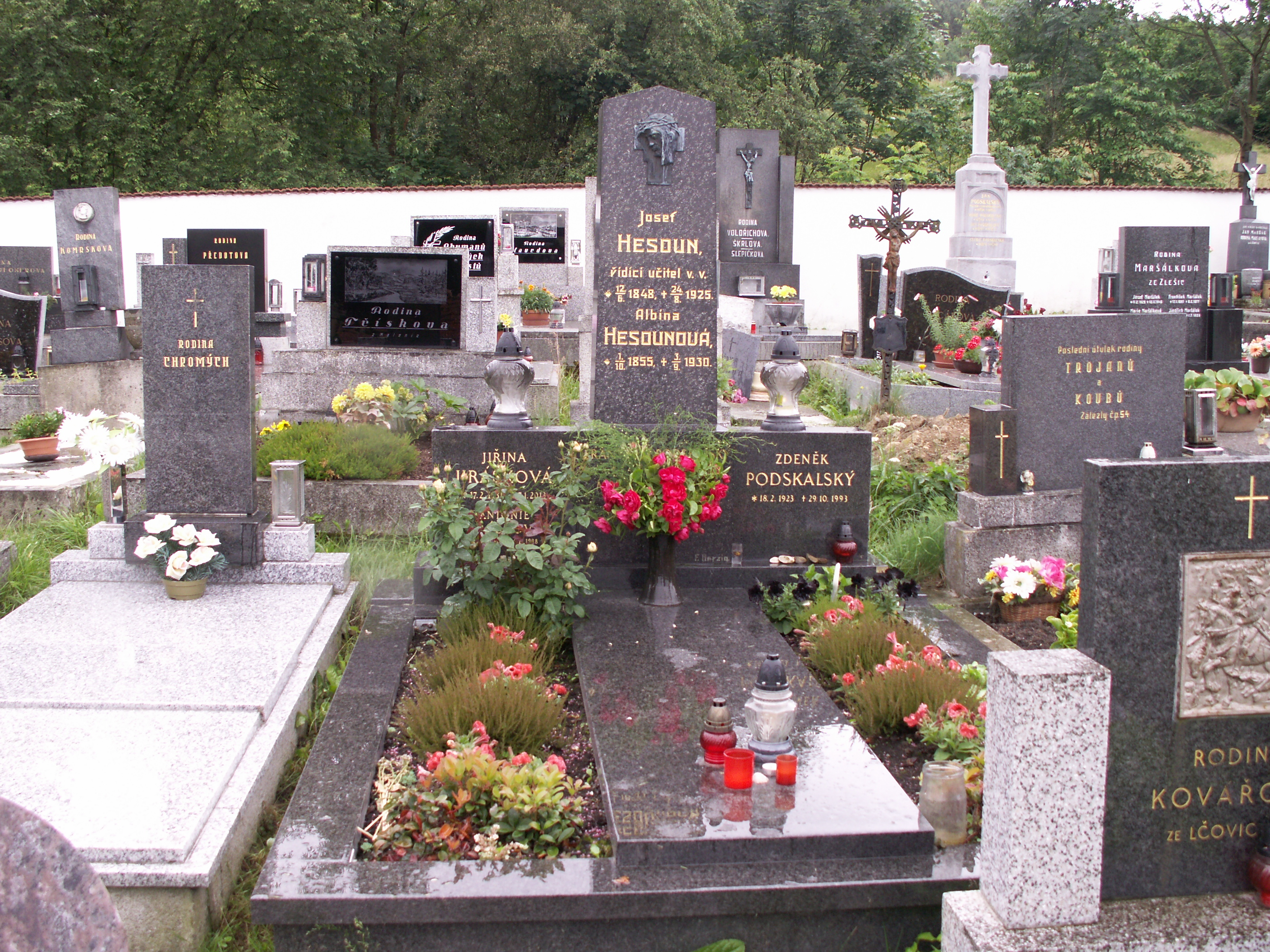
Могила Їжини Їраскової та Зденека Подскальського в Маленіце

Актриса померла 7 січня 2013 року у віці 81 року в своїй празькій квартирі після тривалої хвороби.

## Вибрана фільмографія
Повна фільмографія 40-річної кар'єри актриси Їжини Їраскової налічує понад 140 кінокартин.
- 1960 — Аварія (Smyk)
- 1961 — Кожен гріш гарний (Každá koruna dobrá)
- 1961 — Погляд в очі ( Pohled do očí )
- 1963 — Ейнштейн проти Бабинського (Einstein kontra Babinský )
- 1964 — Відвага на кожен день ( Každý den odvahu )
- 1964 — Килим і шахрай (Čintamani a podvodník)
- 1965 — Блукання ( Bloudění)
- 1965 — Тридцять один градус в тіні (Třicet jedna ve stínu)
- 1966 — Дідусь, Кіліан і я ( Dědeček, Kylián a já )
- 1966 — Готель для чужинців ( Hotel pro cizince — Marie )
- 1967 — Будинок втрачених душ ( Dům ztracených duší )
- 1967 — Як позбутися від Геленки ( Jak se zbavit Helenky)
- 1968 — Наша шалена родина (Naše bláznivá rodina)
- 1969 — Я, сумний Бог (Já, truchlivý bůh)
- 1969 — Справа для початківця ката ( Případ pro začínajícího kata )
- 1969 — Джентльмени ( Světáci )
- 1970 — Диявольський медовий місяць (Ďábelské líbánky)
- 1970 — На комету ( Na kometě)
- 1979 — Юлик ( Julek )
- 1980 — Хіт ( Trhák)
- 1980 — В пошуках будинку ( Útěky domů )
- 1981 — Вимушене алібі ( Křtiny )
- 1982 — Як світ втрачає поетів (Jak svět přichází o básníky)
- 1982 — Збір винограду ( Vinobraní )
- 1983 — Черевик на ім'я Меліхар (Bota jménem Melichar)
- 1983 — Катапульта ( Katapult )
- 1983 — Сестрички ( Sestřičky )
- 1983 — Експериментатор (Slunce, seno, jahody )
- 1986 — Мій грішний чоловік ( Můj hříšný muž )
- 1986 — Шостий вирок ( Šiesta veta )
- 1987 — Коли в раю йде дощ ( Když v ráji pršelo )
- 1989 — Історія 88 ( Příběh '88)
- 1989 — Сонце, сіно і пара ляпасів ( Slunce, seno a pár facek )
- 1990 — Літаючі кросівки ( Motýlí čas )
- 1991 — Сонце, сіно, еротика ( Slunce, seno, erotika )
- 1995 — Фані ( Fany )
- 2005 — Ангел ( Anděl Páně )
- 2006 — Рафтери ( Rafťáci )
- 2012 — Любов і зморшки (Vrásky z lásky )
- 2013 — Донжуани ( Donšajni )